# Хінчук Лев Михайлович
Лев Михайлович Хінчук ((16) 28 листопада 1868, Полтава — 7 березня 1939, Москва) — російський революціонер, радянський державний діяч, дипломат.

## Біографія
Родился в еврейской семье владельца портняжной мастерской в Полтаве.
Навчався в хедері і гімназії[1].
Член РСДРП (1898), РКП (б) (1920). Навчався на філософському факультеті Бернського університету. У 1890 році повернувся в Росію і приєднався до соціал-демократичного руху. Меншовик.
В. В. Вакар, знав Хінчук до 1905 року по роботі в Київському комітеті РСДРП, відзначав його видатні організаторські здібності [2].
5 (18) марта — 11 (24) сентября 1917 г. — председатель Исполнительного комитета Московского городского Совета рабочих депутатов.
Май — август 1917 г. — член Объединённого комитета РСДРП.
С августа 1917 г. — член ЦК РСДРП(о).
С 1919 г. — член коллегии Народного комиссариата продовольствия РСФСР.
С 1921 г. — член коллегии Народного комиссариата внешней торговли СССР.
1921—1926 гг. — председатель Центрального Союза потребительских обществ (Центросоюз).
1926 г. — председатель Всероссийского центрального кооперативного совета.
1926—1927 гг. — торговый представитель СССР в Великобритании.
1927—1930 гг. — заместитель народного комиссара торговли СССР.
26 сентября 1930—20 сентября 1934 гг. — Полномочный представитель СССР в Германии.
1934—1937 гг. — народный комиссар внутренней торговли РСФСР.
1937—1938 гг. — главный арбитр Государственного арбитража СНК РСФСР.
Увечері 25 жовтня 1917, на II Всеросійському з'їзді Рад в актовому залі Смольного, під постріли «Аврори» зачитував спільну заяву фракцій меншовиків та есерів з протестом проти більшовицького перевороту.
Заарештований 23 жовтня 1938 року. 7 березня 1939 року ВКВС СРСР засуджений до розстрілу за звинуваченням у контрреволюційній і терористичної діяльності. В цей же день розстріляний. Реабілітований 23 травня 1956 року.